# Гамбург-Морбург
Морбург (нім. Moorburg) — частина району Гарбург вільного та ганзейського міста Гамбург. Місцевість розташована на Ельбських болотах (нім. Elbmarschen) трохи вище рівня моря. Тільки штучно вирощена Морбургська гора (нім. Moorburger Berg) досягає висоти 21,9 метра.